# 첸토스타치오니
첸토스타치오니(이탈리아어: Centostazioni SpA)는 이탈리아 지주회사인 페로비에 델로 스타토의 자회사이다. 이 회사는 103개의 중형 이탈리아 기차역을 따로 모아 설립되었다.
2018년 7월 16일 해체되어, 이탈리아 국영 철도 그룹인 레테 페로비아리아 이탈리아나(RFI)에 편입되었다.

## 역사
이 회사는 2001년 메디에 스타치오니(Medie Stazioni SpA, 중계역이라는 의미)로 설립되었다. 민간 컨소시엄 아르키메데(Archimede)가 2002년에 40%의 지분을 인수했다. 아르키메데의 주주는 베니스 공항 회사 SpA(40.5%), Manutencoop Scarl(40.5%), 롬바르디 부동산 투자. SpA(15%), 풀리토리아 에드 아핀(PulitoriA ed Affin, 4%)이 각각 소유하고 있다.
2016년 11월 15일 페로비에 델로 스타토가 개인 주주로부터 40%를 6,560만 유로에 사들였다.
2018년 3월 첸토스타치오니는 분사 작업을 통해 첸토스타치오니 리테일을 만들어 스마트 역 프로젝트의 일부로 상업 지역과 광고 공간을 통합하고, 600개 이상의 역을 단일 방식으로 관리하게 되었다.
2018년 7월 16일 첸토스타치오니는 이탈리아 국영 철도 그룹의 레테 페로비아리아 이탈리아나에 완전히 병합되어 통합되었다.

## 주별 첸토스타치오니 역

### 아부루초
- 키에티
- 라퀼라
- 페스카라 중앙역

### 풀리아주
- 바레타
- 토스트
- 포기아
- 레체
- 타란토

### 바실리카타주
- 포텐자 첸트랄레

### 칼라브리아주
- 카탄자로 리도
- 레지오 디 칼라브리아 센트럴
- 빌라 산 조반니

### 캄파니아주
- 베네벤토
- 카세르타
- 나폴리 캄피 플레그레이
- 나폴리 메르젤리나
- 살레르노

### 에밀리아-로마냐주
- 체세나
- 파엔자
- 페라라
- 포를리
- 모데나
- 파르마
- 피아첸차
- 라벤나
- 레지오 에밀리아
- 리미니

### 프리울리-베네치아-줄리아주
- 고리치아 첸트랄레
- 몬팔콘
- 포르데논
- 트리에스테 첸트랄레
- 우디네

### 라치오주
- 치비타베키아
- 포르미아
- 오르테
- 로마 오스티엔세
- 로마 트라스테베레

### 리구리아주
- 치아바리
- 제노바 삼피에다레나
- 임페리아 포르투 마우리치오
- 라스페치아 센트랄레
- 라팔로
- 산레모
- 사보나
- 벤티미글리아

### 롬바르디아주
- 베르가모
- 브레시아
- 코모 산 조반니
- 크레모나
- 데센자노 술 가르다-시르미오네
- 갈라레이트
- 레코
- 로디
- 만토바
- 밀라노 람브라테
- 밀라노 포르타 가리발디
- 밀라노 로고레도
- 몬자
- 파비아
- 손드리오
- 트레빌리오 첸트랄레
- 바레세
- 보게라

### 마르케주
- 안코나
- 아스콜리 피체노
- 마세라타
- 페사로

### 몰리세주
- 캄포바소
- 테르몰리

### 피에몬테주
- 알렉산드리아
- 아스티
- 비엘라 산 파올로
- 쿠네오
- 도모도솔라
- 노바라
- 베르바니아-팔란자
- 베르첼리

### 사르디니아주
- 칼리아리

### 시실리주
- 카타니아 첸트랄레
- 메시나 첸트랄레
- 메시나 마리티마

### 투스카니주
- 아레초
- 그로세토
- 리보르노 첸트랄레
- 루카
- 마사 첸트로
- 피사 첸트랄레
- 피스토이아
- 프라토 첸트랄레
- 시에나

### 트렌티노-알토 아디제주
- 볼차노
- 로베레토
- 트렌토

### 움브리아주
- 아시시
- 폴리뇨
- 페루자
- 테르니

### 발레다오스타주
- 아오스타

### 베네토주
- 벨루노
- 카스텔프랑코 베네토
- 파도바
- 로비고
- 트레비소 첸트랄레
- 비첸차

## 같이 보기
- 그란디 스타치오니
- 레테 페로비아리아 이탈리아나